# Sal. Oppenheim
Sal. Oppenheim jr. & Cie. AG & Co. KGaA est une des plus importantes banques privées en Europe, basée à Cologne. Depuis 2010, elle appartient au groupe Deutsche Bank.

## Histoire de la banque

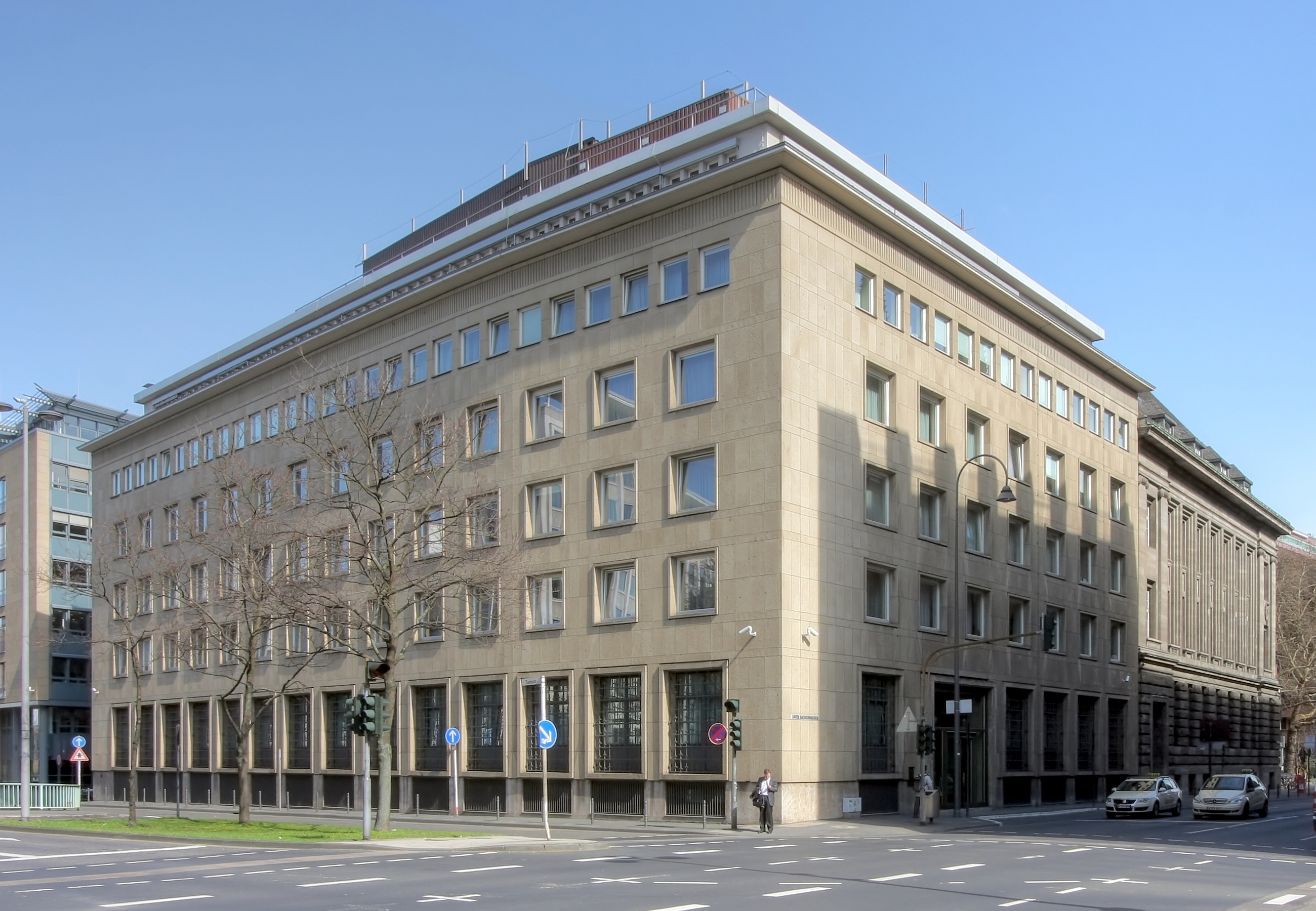
La banque Sal. Oppenheim à Cologne.

### Naissance d'une banque d'affaires
Fondée à Bonn en 1789 par Salomon Oppenheim le jeune, alors âgé de 17 ans, Sal. Oppenheim, après s'être réinstallée à Cologne en 1798, se concentre progressivement sur la gestion d'actifs et devient une banque d'affaires. 
En 1828, Theresa, la veuve de Salomon, et ses deux fils, Simon et Abraham, poursuivent l'activité. Ce dernier se marie avec un membre de la famille Rothschild.
La Sal. Oppenheim finance dès les années 1820 les débuts de l’industrialisation : premiers bateaux à vapeur sur le Rhin, usines dans la Ruhr et en Prusse, etc. 
En 1838, elle fonde, associée à deux autres banques, la compagnie d'assurance Colonia.
En 1853, elle fonde la Banque de Darmstadt qui deviendra plus tard la Darmstädter und Nationalbank.
En 1868, Eduard Openheim (1831-1909), petit-fils du fondateur, est élevé au rang de baron, en Prusse, (Freiherr) et devient ensuite le banquier de l'empereur Guillaume 1er. 

### Société en commandite
En 1904,  Alfred von Oppenheim et son cousin Emil, fransforment les statuts de la banque en une société en commandite, prenant des participations limitées dans certaines entreprises. En 1912, la gestion de la banque est confiée pour la première fois à une personne qui n'appartient pas au cercle familial. Entre 1914 et 1918, elle contribue comme la plupart des banques allemandes à l'effort de guerre. 
En 1936, la banque est prudemment « aryanisée » : Robert Pferdmenges (1880-1962) rentre au capital et l'établissement est rebaptisé à son nom, puis la Bankhaus A. Levy & Co. est absorbée. En 1942, une partie des biens personnels des Oppenheim sont transférés aux SS. Waldemar et Friedrich Carl von Oppenheim sont arrêtés à la suite de la tentative d'assassinat d'Hitler le 20 juillet 1944 : la gestapo de Cologne accuse entre autres Friedrich Carl de faciliter l'évasion de familles juives vers des pays neutres. Les deux frères sont ensuite libérés par les Alliés.

### Évolution depuis 1947
Avec la dénazification du pays, la famille Oppenheim redevient propriétaire de la Sal. Openheim en 1947. 
Elle participe au financement de l'industrie automobile, notamment Audi.
À partir de 1968, elle se lance dans une politique d'acquisition et d'expansion, ouvrant des filiales à Zürich, Munich, Paris, et Londres.
En 1989, la banque se retire de la compagnie d'assurance Colonia.
En 2005 meurt le dernier descendant de la lignée fondée par Salomon, le comte Alfred von Oppenheim : il avait signé un partenariat d'affaires avec l'investisseur immobilier Josef Esch, sur lequel ont pesé des soupçons d'irrégularités. L'affaire Frankenheim, et en partie Laszlo Deutsch, évoque cette partie de l'histoire de la banque, jugée opaque. En 2007, le siège déménage au Luxembourg.
En 2010, la banque est rachetée par la Deutsche Bank pour 1 milliard d'euros. La crise financière de 2008 avait entraîné des faillites dans ses filiales et portefeuilles (cf. Arcandor).
Revenue à Cologne, Sal. Oppenheim gère actuellement plus de 136 milliards € d'actifs et emploie 3 500 salariés en Allemagne et en Europe.